# ユリアン・ファワト
ユリアン・ファワト（Julian Fałat、1853年7月30日 - 1929年7月9日）はポーランドの画家である。ポーランドを代表する風景画家、水彩画家である。

## 略歴
現在のウクライナのリヴィウ近くのTuligłowachに生まれた。クラクフ美術学校（現在のヤン・マテイコ美術アカデミー）で、ヴワディスワフ・ウシュチュキェヴィチに学んだ後、ミュンヘン美術院で学んだ。1885年から何度も、ヨーロッパ各地やアジアまで旅し、各地のスケッチを後の画作に生かした。1886年にニャスヴィシュの、プロイセン王国の貴族、アントニ・ヴィルヘルム・ラジヴィウの領地に狩に来ていた、ドイツの当時皇太子、ヴィルヘルム2世と出会い、皇太子に招かれて、何度か狩に同行した。
皇帝となったヴィルヘルム2世の宮廷画家に1889年になり、ベルリンで暮らし、歴史画などを描いた。1895年にクラクフに戻った。この頃からフランスの印象派の影響を受けた画風となった。1900年にクラクフ美術学校の教授に任じられると、美術学校に印象派の経験に基づく教育の改革を行った。クラクフ美術友好協会（Kraków Society of Friends of Fine Arts）の会長も務めた。1904年にデュッセルドルフで開かれた国際美術展の運営に参加した。

## 作品

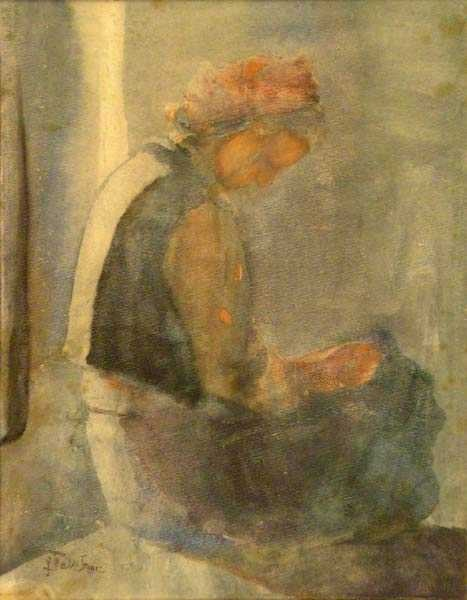
思索する人(Zamyslona),(1902)
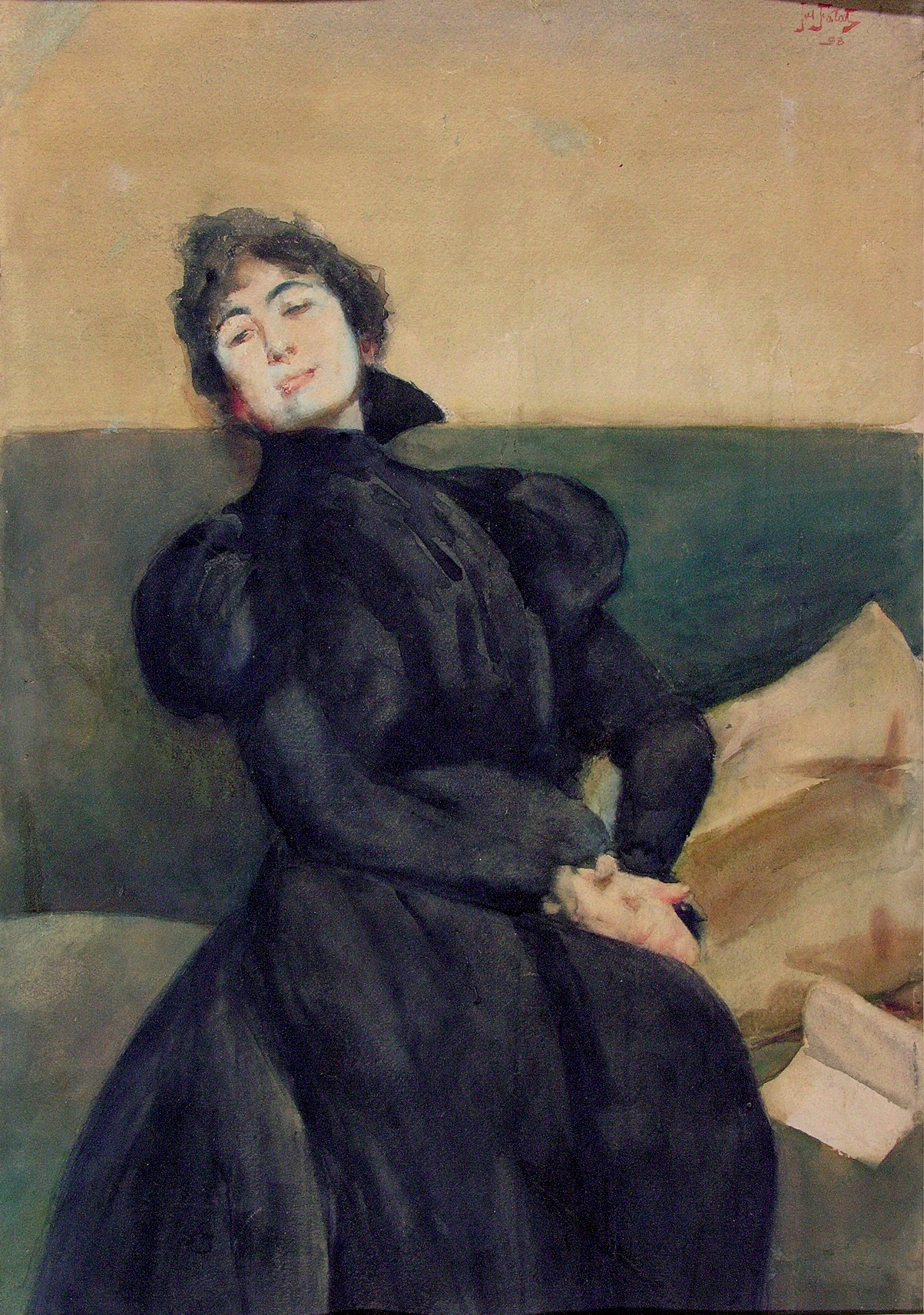
Gabriela Zapolska-文学者(1898)
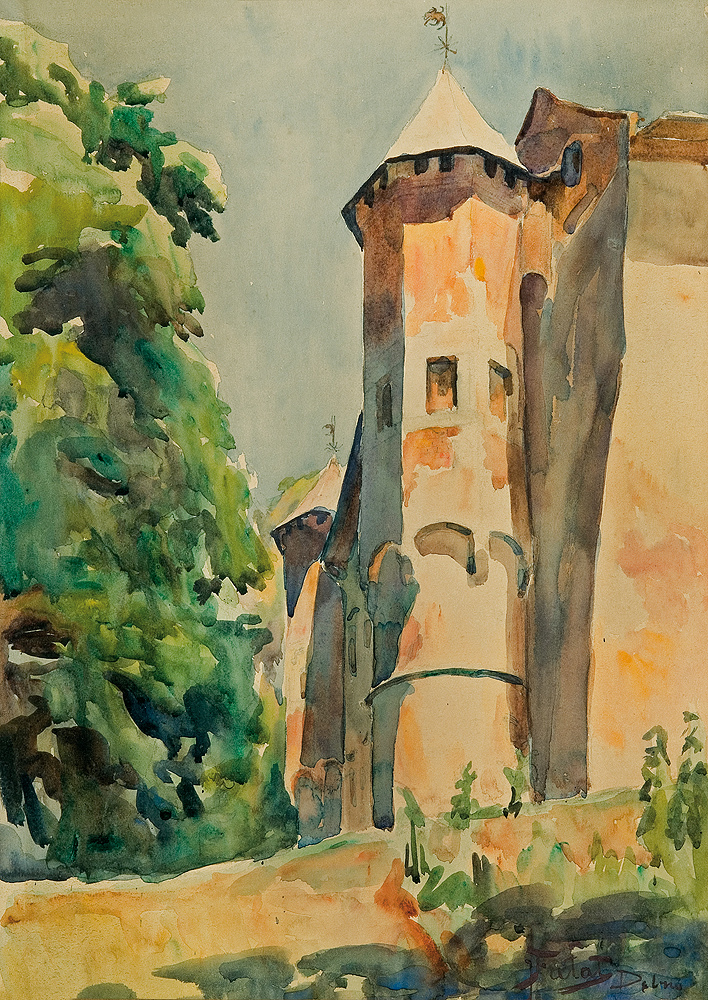
デンブノの城
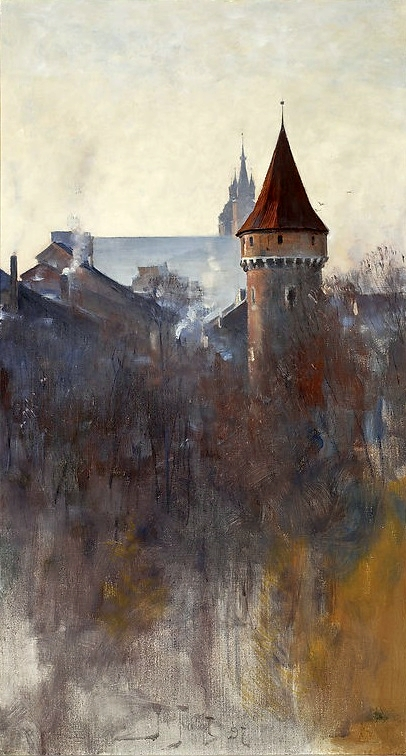
朝のクラクフ

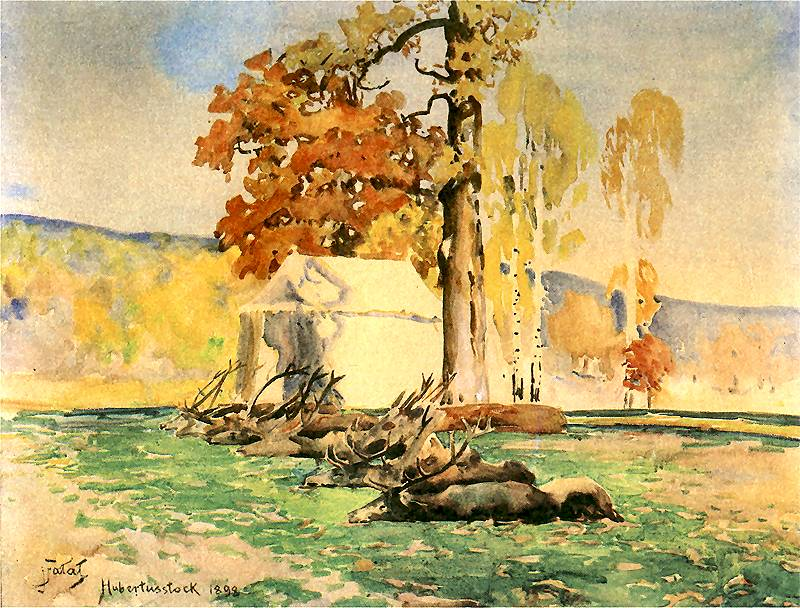
鹿狩りの後
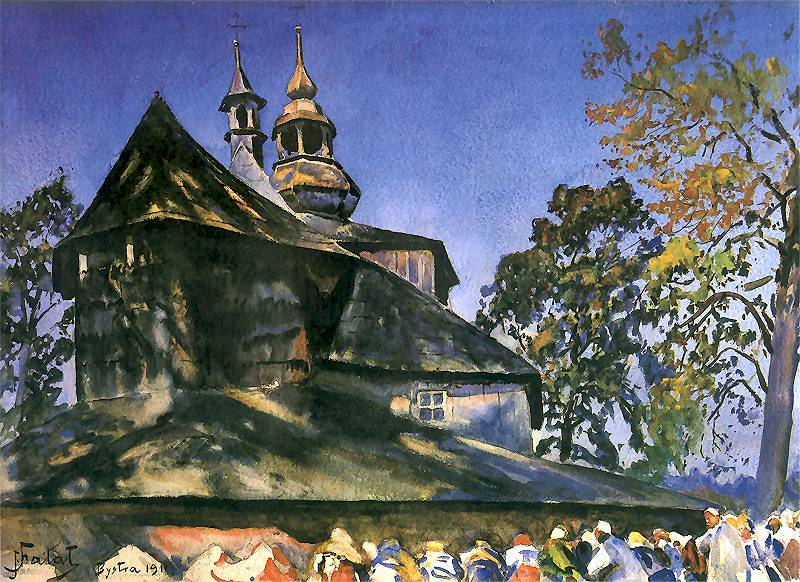
Mikoszewiceの教会(1911)
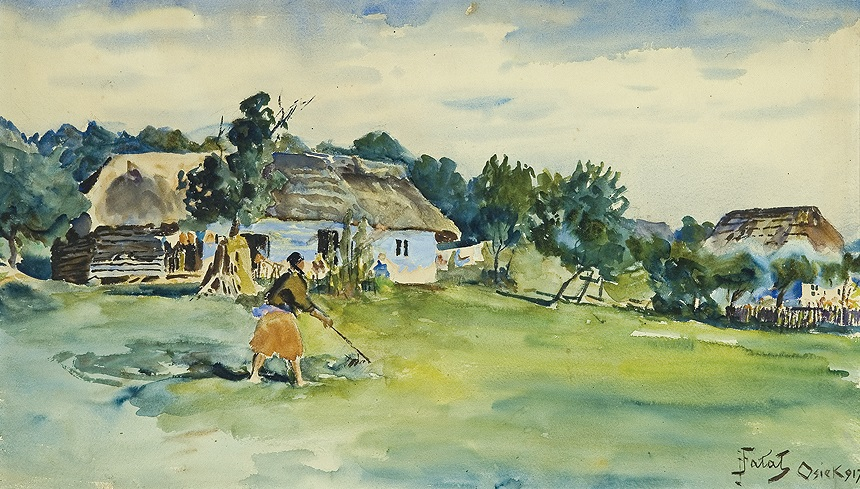
農作業 (1913)
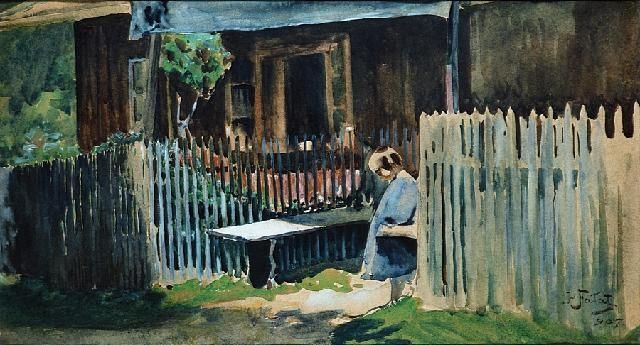
家の前の娘 (c.1905)
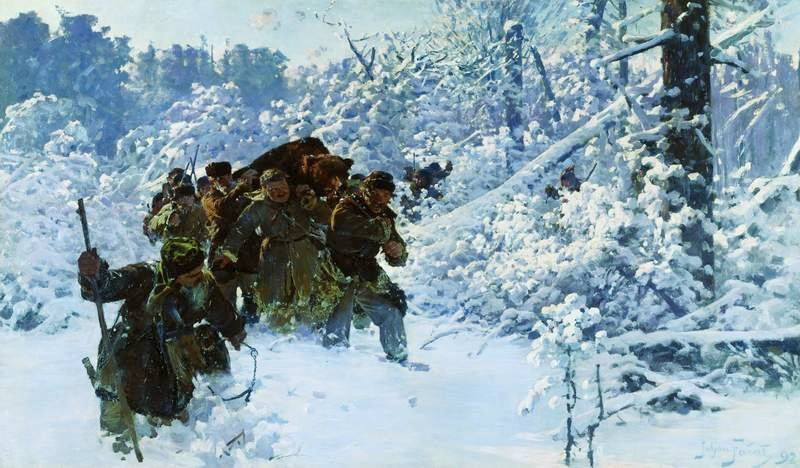
熊狩の帰り (1892)